# Río Liffey
El río Liffey (en irlandés: an life) atraviesa Dublín, la capital de Irlanda, de oeste a este. Desde su nacimiento en Sally Gap (condado de Wicklow), recorre 125 kilómetros hasta que desemboca en la bahía de Dublín, en el mar de Irlanda.

## Curso
El Liffey nace en el Sally Gap, cerca de Kippure, una de las montañas de Wicklow, y recorre cerca de 125 km entre los condados de Wicklow, Kildare y Dublín, antes de desembocar a través de la bahía de Dublín en el mar de Irlanda.
Existen tres centrales hidroeléctricas en el curso del río, situadas en Poulaphouca, Golden Falls y Leixlip.